# Olympische Jugend-Winterspiele 2024/Teilnehmer (Nepal)
| Gelbes Symbol für Goldmedaillen mit stilisierten Olympischen Ringen | Graues Symbol für Silbermedaillen mit stilisierten Olympischen Ringen | Braundes Symbol für Bronzemedaillen mit stilisierten Olympischen Ringen |
| ------------------------------------------------------------------- | --------------------------------------------------------------------- | ----------------------------------------------------------------------- |
| —                                                                   | —                                                                     | —                                                                       |

Nepal nahm an den Olympischen Jugend-Winterspielen 2024 in der südkoreanischen Provinz Gangwon mit 2 Athleten (einer pro Geschlecht) teil.

## Teilnehmer nach Sportart

### Ski Alpin
| Athleten                | Wettbewerb   | Lauf 1      | Lauf 1 | Lauf 2      | Lauf 2 | Gesamt      | Gesamt |
| Athleten                | Wettbewerb   | Zeit        | Rang   | Zeit        | Rang   | Zeit        | Rang   |
| ----------------------- | ------------ | ----------- | ------ | ----------- | ------ | ----------- | ------ |
| Frauen                  |              |             |        |             |        |             |        |
| Laxmi Rai               | Super-G      | —           | —      | —           | —      | DNS         | DNS    |
| Laxmi Rai               | Riesenslalom | 1:32,34 min | 53     | 1:42,40 min | 43     | 3:13,74 min | 43     |
| Laxmi Rai               | Slalom       | DNF         | DNF    | DNF         | DNF    | DNF         | DNF    |
| Männer                  |              |             |        |             |        |             |        |
| Chhowang Mingyur Tamang | Super-G      | —           | —      | —           | —      | DNS         | DNS    |
| Chhowang Mingyur Tamang | Riesenslalom | 1:33,63 min | 65     | 1:27,52 min | 50     | 3:01,15 min | 50     |
| Chhowang Mingyur Tamang | Slalom       | 1:43,25 min | 63     | DSQ         | DSQ    | DSQ         | DSQ    |